# 阿维耶尔河
阿维耶尔河（法語：Avière，法語發音：[avjɛʁ]）是法国大東部大區孚日省的河流，是摩澤爾河的左支流，长28千米，发源自勒诺瓦，于摩泽尔河畔沙泰勒流入摩泽尔河。